# Myenty Abena
Leo Myenty Janna Abena (Paramaribo, 1994. december 12. –) suriname-i válogatott labdarúgó, a Szpartak Moszkva játékosa.

## Pályafutása

### Klubcsapatokban
Abena a holland Utrecht akadémiáján nevelkedett. 2017 nyarán szerződtette őt az akkor holland másodosztályú De Graafschap csapata, amellyel első szezonjában feljutott a holland élvonalba, ahol 2018. augusztus 12-én mutatkozott be egy Feyenoord elleni mérkőzésen. 2019 januárban a szlovák élvonalbeli Spartak Trnava játékosa lett, a nagyszombati csapatban tizennégy bajnoki mérkőzésen lépett pályára. 2019 nyarán négy évre aláírt a Slovan Bratislava csapatához.

#### Ferencváros
2023. január 19-én aláírt a magyar Ferencváros csapatához. Október 29-én az Újpest ellen 3–0-ra megnyert mérkőzésen szerezte első gólját az NB I-ben. A Ferencvárossal két bajnoki címet nyert, és pályára lépett a 2023–2024-es UEFA Európa Konferencia Liga csoportkörében is. 2024 nyarán korábbi edzőjét Dejan Sztankovicsot követve az orosz Szpartak Moszkvához igazolt.

#### Szpartak Moszkva
Ahogy a szerb edzőnél az Üllői úton, úgy Moszkvában sem számít alapembernek, 2024 decemberéig öt bajnokin és ugyanennyi kupamérkőzésen léphetett pályára.

### A válogatottban
A suriname-i válogatottban 2021. március 24-én mutatkozott be egy Kajmán-szigetek elleni világbajnoki selejtező mérkőzésen.

### Mérkőzései a suriname-i válogatottban
| #  | Dátum             | Ellenfél        | Eredmény | Kiírás              | Esemény |
| -- | ----------------- | --------------- | -------- | ------------------- | ------- |
| 1. | 2021. március 24. | Kajmán-szigetek | 3 – 0    | vb-selejtező        | 88'     |
| 2. | 2021. március 28. | Aruba           | 6 – 0    | vb-selejtező        | 71'     |
| 3. | 2022. január 28.  | Barbados        | 1 – 0    | barátságos mérkőzés |         |
| 4. | 2022. február 1.  | Guyana          | 2 – 1    | barátságos mérkőzés | 81'     |
| 5. | 2022. március 27. | Thaiföld        | 0 – 1    | barátságos mérkőzés | 46'     |
| 6. | 2022. június 5.   | Jamaica         | 1 – 1    | Nemzetek Ligája     |         |
| 7. | 2022. június 8.   | Jamaica         | 1 – 3    | Nemzetek Ligája     |         |
| 8. | 2022. június 12.  | Mexikó          | 0 – 3    | Nemzetek Ligája     |         |
| 9. | 2023. március 24. | Mexikó          | 0 – 2    | Nemzetek Ligája     |         |

## Statisztika

### A suriname-i válogatottban
| Suriname | Suriname | Suriname |
| Év       | Mérk.    | Gólok    |
| -------- | -------- | -------- |
| 2021     | 2        | 0        |
| 2022     | 6        | 0        |
| 2023     | 6        | 1        |
| 2024     | 8        | 0        |
| Összesen | 22       | 1        |

## Sikerei, díjai
Spartak Trnava
- Szlovák kupa (1): 2019

 Slovan Bratislava
- Szlovák bajnok (3): 2019–20, 2020–21, 2021–22
- Szlovák kupa (2): 2020, 2021

 Ferencváros
- Magyar bajnok (2): 2022–23,[6] 2023–24
- Magyar kupa ezüstérmes (1): 2024[7]

Egyéni
- Niké liga A szezon álomcsapata: 2019–20[8]